# Egan Bernal
Egan Arley Bernal Gómes (født i Zipaquirá 13. januar 1997) er en colombiansk professionel cykelrytter, der kører for det britiske WorldTour-hold Ineos Grenadiers.

## Karriere

### 2017
Egan Bernal vandt i 2017 Tour de l'Avenir, der er kendt som ungdommens Tour de France. Han vandt løbet foran belgiske Bjorg Lambrecht og danske Niklas Eg. Med sejren i Tour de l'Avenir skrev Bernal sig ind på en fornem liste af sejrsherrer, der i forvejen tæller nuværende stjerneryttere som Nairo Quintana, Esteban Chaves og Warren Barguil.

### 2018
Efter en succesfuld sæson i 2017 valgte Team Sky at skrive kontrakt med Bernal for sæsonen 2018. I sit debut-løb, Tour Down Under, sluttede Bernal på en samlet 6. plads og vandt samtidig ungdomskonkurrencen.

### 2019
I 2019, 22 år gammel, vandt han Paris-Nice samlet, og blev første colombianer til at vinde Tour de France samlet.

## Meritter
2016
Samlet + 1. etape, Tour of Bihor - Bellotto
2017
Samlet + 2. og 4. etape (ITT), Le Tour de Savoie Mont Blanc
Samlet + 2. og 3. etape, Sibiu Cycling Tour
Samlet + 7. og 8. etape, Tour de l'Avenir
2018
Colombiansk mester i enkeltstart
Samlet, Colombia Oro y Paz
3. etape (ITT), Romandiet Rundt
Samlet + 2. og 6. etape, Tour of California
2019
Samlet, Paris-Nice
Samlet + 7. etape, Tour de Suisse
Samlet, Tour de France
2020
Samlet + 3. etape, Route d'Occitanie
2021
Samlet + 9. og 16. etape, Giro d'Italia